# Sydeklis (jezero)
Sydeklis je nevelké jezero v západní Litvě, v Žemaitijské vysočině, v okrese Telšiai, 14 km na jih od Telšů, 8 km na jih od Viešvėnů, v ChKO Varniai.

## Pobřeží
Jezero je oválného tvaru.

## Vodní režim
Z jezera odtéká řeka Mava, jejíž další pokračování mezi jezery Ilgis a Pluotinalis je pod názvem Kliurke, a od Didova jezera pokračuje pod názvem Minija, což je jedna z největších řek Žemaitska.